# Chaplin Peak
Der Chaplin Peak ist ein 1978 m hoher Berggipfel im westantarktischen Ellsworthland. Er ragt auf der Westseite des Bender-Gletschers 8 km südwestlich des Mount Craddock in der Sentinel Range des Ellsworthgebirges auf.
Das Advisory Committee on Antarctic Names benannte ihn 2006 nach dem US-amerikanischen Geologen Stephen Neville Chaplin, Teilnehmer an der Omega High Antarctic GPS Expedition im Jahr 2005, bei der GPS-Messungen diverser Gipfel in der Sentinel Range durchgeführt wurden.